# Казарян, Анна-Мая
Анна-Мая Казарян (нидерл. Anna-Maja Kazarian; род. 7 января 2000, Херенвен) — нидерландская шахматистка, международный мастер среди женщин (2017), мастер ФИДЕ среди мужчин (2015). Бронзовый призёр командного чемпионата Европы по шахматам среди женщин (2015).

## Биография
Родилась в семье, которая прибыла в Нидерланды из Грузии. В шахматы начала играть в возрасте шести лет.  25 раз побеждала на чемпионатах Нидерландов по шахматам среди девушек и мальчиков в различных возрастных группах. Также представляла свою страну на юношеских чемпионатах Европы по шахматам и на юношеских чемпионатах мира по шахматам в различных возрастных группах. В 2012 году в Праге была второй на чемпионате Европы по шахматам среди девушек в возрастной категории до 12 лет и стала мастером ФИДЕ среди женщин (WFM). В 2015 году в Порече победила в чемпионате Европы по шахматам среди девушек в возрастной категории до 16 лет.
Представляла Нидерланды на шахматных олимпиадах (2016) и двух командных чемпионатах Европы по шахматам (2015—2017). На командном чемпионате Европы по шахматам среди женщин завоевала индивидуальную бронзовую медаль на запасной доске.
В 2015 году стала мастером ФИДЕ среди мужчин (FM), а два года спустя получила звание международного мастера среди женщин (WIM).

## Скандал
Её оштрафовали на 100 € в чемпионате мира по рапиду и блицу 2023 года.

## Изменения рейтинга
| Графики недоступны из-за технических проблем. См. информацию на Фабрикаторе и на mediawiki.org. |